# غواصة يو-125
كانت الغواصة يو-125 واحدة من 329 غواصة خدمت في البحرية الإمبراطورية الألمانية خلال الحرب العالمية الأولى.